# Рудницкий, Николай Васильевич
Никола́й Васи́льевич Рудни́цкий (22 июня [4 июля] 1877, Яранск, Вятская губерния — 1953, Киров) — русский и советский учёный-селекционер, профессор, академик ВАСХНИЛ.

## Краткая биография

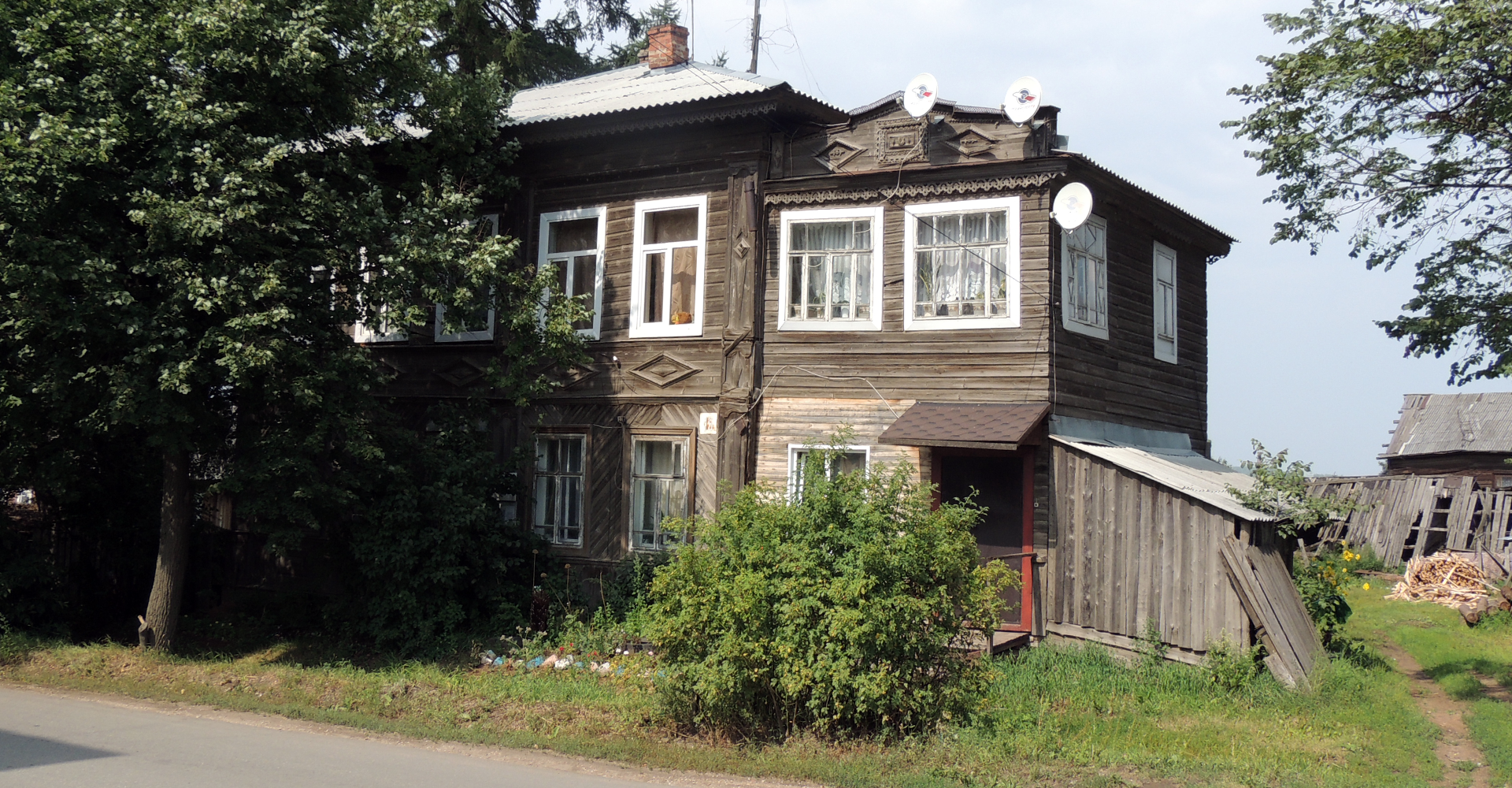
Дом, в котором родился и жил академик-селекционер Н. В. Рудницкий: улица Гоголя, 19, Яранск, Яранский район, Кировская область

Родился 22 июня (4 июля) 1877 года в Яранске (ныне Кировская область) в семье мелкого служащего, происходившего из польского дворянского рода Осткевич-Рудницких.
В 1911 году был назначен заведующим Вятским сельскохозяйственным опытным полем, а затем — руководителем Вятской сельскохозяйственной опытной станции, где организовал отдел селекции и начал многолетнюю селекционную работу по выведению новых сортов зерновых, зернобобовых и кормовых культур.
В советские годы им были выведены новые сорта ржи: «Вятка», «Вятка-2» и «Белозерная Р-13», ячменя «Винер», «Вятский», овса «Мираж», «Жемчужина», «Магистраль», пшеницы «Лютесценс-116», а также начата работа по выведению новых сортов плодово-ягодных культур.
Основатель и первый директор НИИСХ Северо-Востока.
Действительный член ВАСХНИЛ.
Умер в 1953 году в Кирове. По завещанию похоронен около здания НИИСХ Северо-Востока, на территории дендрария, в северо-западной его части; на месте захоронения установлен памятник из лабрадорита.

## Награды и звания
- Сталинская премия первой степени (1947) — за широко известные работы по селекции с/х культур и выведение ценных сортов озимой ржи «Вятка» и озимой пшеницы «Лютесценс 116»[источник не указан 2900 дней]
- два ордена Ленина (23.8.1947; …)
- два ордена Трудового Красного Знамени (09.08.1937 — за выдающиеся научные заслуги в селекционном деле и продвижение плодоягодных растений на север; …)
- медали

## Память

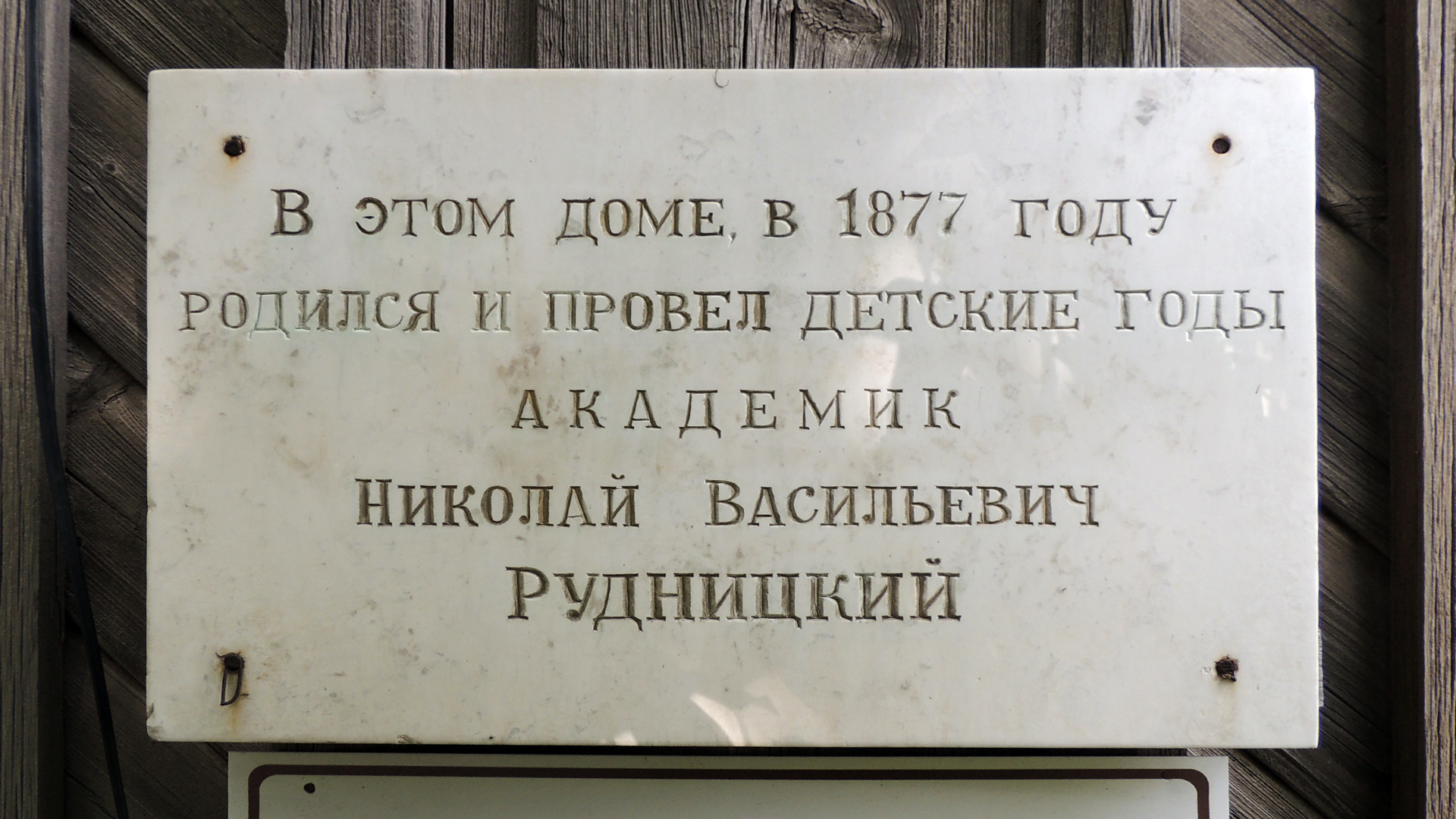
Мемориальная доска на доме, где родился Н. В. Рудницкий в Яранске

В честь Николая Васильевича Рудницкого названы:
- Улица Рудницкого в Кирове.
- Улица Рудницкого в Кирово-Чепецке.
- Улица Рудницкого в Яранске.
- Дендрологический парк в Кирове
- НИИ Сельского хозяйства Северо-Востока в Кирове.